# Cử nhân Khoa học Xã hội
Bằng đại học học thuật của Cử nhân Khoa học Xã hội (B.Soc.Sc. or B.Soc.Sci.) đòi hỏi ba đến bốn năm học tại một tổ chức giáo dục đại học, chủ yếu được tìm thấy trong Cộng đồng các quốc gia.
Nó có thể được phân biệt với các bằng đại học tiêu chuẩn khác vì Cử nhân Khoa học Xã hội chỉ tập trung vào lý thuyết, thống kê xã hội, nghiên cứu xã hội định lượng và định tính, triết lý của khoa học xã hội và phương pháp khoa học.